# Aleix Comnè (fill d'Andrònic I)
Aleix Comnè, en grec medieval Αλέξιος Κομνηνός, nascut aproximadament el 1170 i mort el 1199, va ser un fill natural d'Andrònic I Comnè, emperador romà d'Orient de l'any 1183 al 1185, i de la seva parenta i amant Teodora Comnena, reina de Jerusalem.
Durant el regnat de l'emperador Manuel I Comnè (1143-1180), Aleix va acompanyar el seu pare Andrònic a l'exili, visitant, entre d'altres, el Regne de Geòrgia. El rei del país, Jordi III de Geòrgia, que era parent seu, va concedir a Andrònic diversos castells a Kakhètia a l'est de Geòrgia. Andrònic va tornar a Constantinoble i va aconseguir la corona de l'Imperi el 1183, que no li va durar gaire, ja que va ser enderrocat i assassinat el 1185. Aleix va aconseguir fugir a Geòrgia, on li van atorgar les possessions del seu pare. En algun moment, va arribar a ser considerat per alguns nobles de Geòrgia un seriós candidat a convertir-se en consort de la reina governant Tamara de Geòrgia.
Segons la tradició històrica de Geòrgia, els descendents d'Aleix es van multiplicar a Geòrgia, donant lloc a la família noble d'Andronikashvili, és a dir, "els fills d'Andrònic", anomenada així per un presumpte fill d'Aleix. Malgrat la naturalesa poc coneguda de l'inici de la família dels Andronikashvili, el professor Cyril Toumanoff (1976) va acceptar com a versemblant l'origen de la dinastia en la Dinastia Comnè, però les proves aportades per Kuršankis (1977) suggereixen que això podria ser només una llegenda. Toumanoff també va suposar que la línia dels "reis provincials" d'Alastani, que van governar del 1230 al 1348, coneguda per les fonts georgianes medievals que incloïen un personatge anomenat Andronikos, podria descendir de la línia dels Comnens / Andronikashvili.